# رودلف هس
رودولف والتر ريتشارد هيس (بالألمانية: Rudolf Heß) (26 أبريل 1894 - 17 أغسطس 1987) كان سياسيًا ألمانيًا وعضوًا بارزًا في الحزب النازي في ألمانيا النازية. عُيّن كنائب للفوهرر أدولف هتلر في عام 1933، وشغل هيس هذا المنصب حتى عام 1941، في بداية الحرب مع الاتحاد السوفيتى في الحرب العالمية الثانية، عندما قام بعمل شجاع رغم أنه كان نائبا لأدولف هتلر، اذ سافر إلى اسكتلندا سرا بالطائرة لتقديم اقتراح سلام مع إنجلترا وهبط سرا بالمظلة (البراشوت) لكن تم أسره وأدين في النهاية بارتكاب جرائم ضد السلام، وقضى عقوبة بالسجن مدى الحياة حتى انتحاره. أصبح محل احترام وتقدير كبيرين بين مؤيدى النازية ومعادي السامية في العالم.
تم تجنيد هيس كضابط مشاة في اندلاع الحرب العالمية الأولى. أصيب عدة مرات خلال الحرب وحصل على الصليب الحديدي من الدرجة الثانية عام 1915. قبل فترة وجيزة من انتهاء الحرب، التحق هيس للتدريب كطيار، لكنه لم ير أي نشاط في هذا الدور. غادر القوات المسلحة في ديسمبر 1918 برتبة ليوتنر دير ريزيرف.
في عام 1919 التحق هيس بجامعة ميونيخ، حيث درس الجغرافيا السياسية تحت إشراف كارل هاوشوفر، وهو مؤيد لمفهوم ليبنسراوم («الفضاء المعيشي»)، الذي أصبح أحد أركان الإيديولوجية النازية. انضم هيس إلى الحزب النازي في 1 يوليو 1920 وكان في جانب هتلر في 8 نوفمبر 1923 في انقلاب بير هول، وهي محاولة فاشلة للنازية للسيطرة على حكومة بافاريا. بينما قضى وقتًا في السجن بسبب محاولة الانقلاب هذه، ساعد هتلر في كتابه كفاحي، الذي أصبح أساسًا للبرنامج السياسي للحزب النازي
بعد أن أصبح هتلر مستشارًا في يناير 1933، تم تعيين هيس نائباً لفوهرر الحزب النازي وفي ديسمبر 1933 حصل على منصب في حكومة هتلر كوزير بدون حقيبة. عُيَّن أيضًا في عام 1938 في مجلس الوزراء وفي عام 1939 في Council of Ministers for Defense of the Reich [الألمانية]
. أصدر هتلر مرسومًا في عام 1939 بأن هيرمان جورينج كان خليفته الرسمي، وعين هيس في المرتبة التالية. بالإضافة إلى الظهور نيابةً عن هتلر في الحديث في التجمعات، قام هيس بتوقيع الكثير من التشريعات الحكومية، بما في ذلك قوانين نورمبرغ لعام 1935، التي جردت يهود ألمانيا من حقوقهم في الفترة التي سبقت الهولوكوست.
في 10 أيار / مايو 1941، قام هيس برحلة فردية إلى اسكتلندا، حيث كان يأمل في ترتيب محادثات سلام مع دوق هاملتون، الذي يعتقد أنه معارض بارز لسياسة الحرب التي تنتهجها الحكومة البريطانية. اعتقلت السلطات البريطانية هيس فور وصوله واحتجزته حتى نهاية الحرب، عندما أُعيد إلى ألمانيا لمحاكمته في محاكمات نورمبرغ لكبار مجرمي الحرب في عام 1946. خلال جزء كبير من المحاكمة، ادعى أنه يعاني من فقدان الذاكرة، لكنه اعترف لاحقًا أن هذه خدعة. أدانته المحكمة بارتكاب جرائم ضد السلام وبالتآمر مع قادة ألمان آخرين لارتكاب جرائم. قضى عقوبة بالسجن مدى الحياة في سجن سبانداو؛ منع الاتحاد السوفيتي الإفراج المبكر عنه رغم محاولات أفراد أسرته وسياسيين بارزين. بينما لا يزال في الحجز في سبانداو، توفي شنقا في عام 1987 عن عمر يناهز 93. بعد وفاته، تم هدم السجن لمنعه من أن يصبح مزارًا للنازيين الجدد.

## النشأة

### في مصر

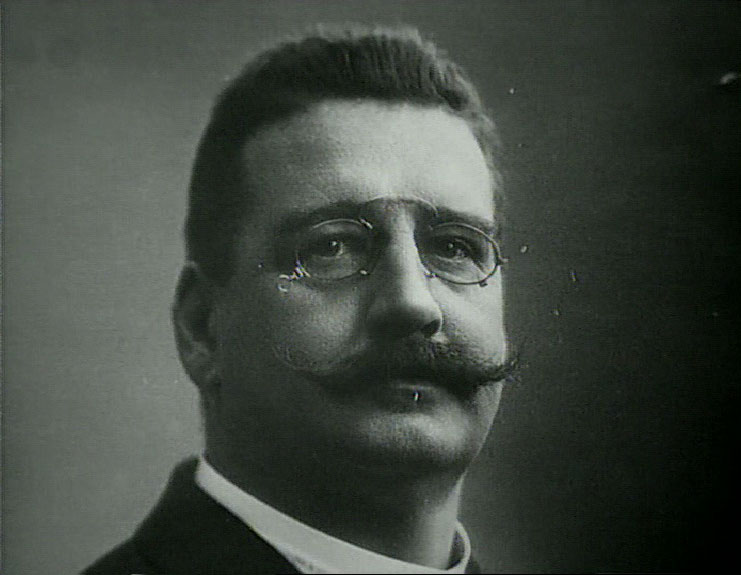
فرتز هيس، والد رودلف هيس.

ولد بمدينة الإسكندرية  وتحديداً في حىّ الإبراهيمية ، مصر في 26 أبريل سنة 1894 لأبوين ألمانيين ثريين بافاريا هما فريتز وكلارا هيس. انتقلت عائلته من مصر إلى ألمانيا في العام 1908 وانتقل إلى سويسرا لدراسة إدارة الأعمال. في الحرب العالمية الأولى تطوع في الفرقة البافارية المدفعية السابعة وأصبح جندي مشاة وتم منحه الصليب الحديدي من الدرجة الثانية ثم انتقل للخدمة بالقوات الجوية الإمبراطورية كملازم.
سجن أثناء الحرب العالمية الثانية في 1941 وحكم عليه بالسجن عقب هبوطه بالبراشوت في بريطانيا وحُكم عليه بالسجن مدى الحياة بتهمة ارتكاب جرائم حرب خلال فترة الحكم النازى في ألمانيا، لقب هيس بأقدم سجين في العالم وأغلى سجين في العالم نظرا لتكلفة سجنه مدى الحياة وتتابع أربع دول على الإشراف على سجنه كل ثلاثة شهور (الولايات المتحدة، الاتحاد السوفيتى، إنجلترا وفرنسا).
كان والده فريتز هيس من المستكشفين المغامرين الأوربيين من مدينة فونزيدل  بإقليم بافاريا بألمانيا، الذين جائوا مع الاحتلال البريطاني لمصر واستوطن في مدينة الإسكندرية وفي عام 1934 اضطر لتصفية أعماله في مصر والانتقال إلى الإسكندرية تمهيدا لعودته إلى بلده بصفه نهائية كان ذلك على أثر نصيحة تلقاها من ابنه الزعيم الألماني رودلف هيس بعد أن أصبح وزيرا في أول حكومة ألمانية.

### ثروته في مصر
فيلا لسكنه الخاص وورشة لتصنيع وتصليح الآلات الزراعية ومعدات محالج القطن كانت مقامة على مساحة فدانين في قلب مدينة زفتى كما كان يمتلك محلجا للقطن ووابورين للطحين بالإضافة إلى مزرعة مساحتها 93 فدان من أجود الأراضى الزراعية في ناحية كفر الجنيدي. كان رودلف هيس مولعا بدراسة التاريخ إلا أن والده كان يحثه على دراسة التجارة حتى يتسنى له بعد تخرجه من مساعدة والده في أعماله، واضطر رودلف هيس أمام رغبة والده أن ينتقل إلى سويسرا ليلتحق بمدرسة ليوشاتل التجارية. في عام 1912 عاد رودلف هيس مرة أخرى إلى زفتى لزيارة والديه وقضاء العطلة الصيفية معهما وكان عمره 17 عاما.
في مجلس مدينة زفتى توجد وثيقتين تاريختين تكشفان عن جانب من ثروة الرجل في تلك الأيام الأولى عن طلب رسمي تقدم به الخواجة هيس للحصول على ترخيص بإقامة سور حول الأرض التي أقام عليها ورشة، والطلب يحمل 71\3442 في سنة 1901 وتأشر عليه بالرفض، أما الوثيقة الثانية فهى عبارة عن خريطة مساحية قديمة يرجع تاريخها إلى عام 1917 وهي مرسومة باليد وتظهر فيها مساحة الأرض التي أقام عليها ورشته في قلب مدينة زفتى.
في عام 1914 كان في زيارة إلى لألمانيا عندما نشبت الحرب العالمية الأولى وتعذرت عودته لمصر في ذلك الوقت، وقامت السلطات البريطانية بمصادرة أملاكه في مصر حتى عاد ثانية إلى مصر عام 1925 واستطاع أن يرد هذه الممتلكات. تقول الوثائق أن رودلف هيس بسبب هذه الواقعة كان يشعر بالمرارة بسبب تجربة والده في مصر وكان يصف الإنجليز بالقرصنة لمصادرتهم أملاك والده في زفتى، وكان شعور هيس بهذه المرارة قد أثر كثيرا على أفكاره وأنه استطاع أن هذا الشعور على أراء هتلر نفسه عندما كان يملي على هيس كتاب «كفاحى» في السجن. قيل أن الخواجة هيس قبل أن يغادر مصر باع ورشته والأرض المحيطة بها إلى الأسطى إبراهيم الفخراني الذي كان رئيسا لعمال الورشة حيث كان يعتبر ذراعه الأيمن في إدارة الورشة.
هكذا انتهت إمبراطورية هيس في زفتى حيث كان ابنه الزعيم الألمانى يحثه للتعجيل بالعودة إلى بلاده، وتقول الوقائع التاريخية أن رودلف هيس استدعى في نفس الأسبوع الذي نشبت فيه الحرب العالمية الثانية كمال الدين جلال وكان صديقا شخصيا له لتحميله نقل إنذار إلى حكومة علي ماهر بالقاهرة قال له بالحرف الواحد «أنت تعرف أنني ولدت عندكم في مصر وأنا أحب مصر والمصريين فقد عشت في بلادكم أيام طفولتي وأريدك أن تتصل بسفيركم في بروكسل لينقل إلى القاهرة أملي أن تسهل الحكومة المصرية سفر والدي ووالدتي وكذلك بعض الألمان الذين احتجزتهم الحرب ليعودوا إلى بلادهم»، وسهلت الحكومة المصرية سفر الخواجة هيس وزوجته على آخر باخرة ألمانية غادرت الإسكندرية في تلك الأيام.

## الحرب العالمية الأولى
في غضون أسابيع من اندلاع الحرب العالمية الأولى، انضم هيس إلى فوج المدفعية البافارية السابع. تم نشره لأول مرة للقتال ضد البريطانيين في السوم؛  كان حاضرا في معركة إيبرس الأولى. في 9 نوفمبر 1914، تم نقل هيس إلى فوج المشاة الأول المتمركز بالقرب من أراس. حصل على الصليب الحديدي من الدرجة الثانية، وتم ترقيته إلى رتبة جيفرايتر (عريف) في أبريل 1915. تمت ترقيته إلى فيلدفيبل وحصل على وسام الاستحقاق العسكري البافاري. بعد عودته إلى الخطوط الأمامية في نوفمبر، قاتل أرتوا، وشارك في معركة بلدة نوفيل سان فاس. قاتل هيس في معركة فردان في مايو، وأصيب بشظايا في اليد اليسرى والذراع في 12 يونيو 1916 في قتال بالقرب من قرية ثياومونت. بعد شهر واحد لاسترداد عافيته، أعيد إلى منطقة فردان، حيث بقي حتى ديسمبر.  
تمت ترقية هيس إلى قائد للفصيل العاشر من فوج المشاة الاحتياطي البافاري الثامن عشر، والذي كان يخدم في رومانيا. أصيب في 23 يوليو ومرة أخرى في 8 أغسطس 1917؛ كانت الإصابة الأولى شظية في الذراع الأيسر، أما الثانية فكانت عبارة عن جرح برصاص دخل الصدر العلوي بالقرب من الإبط وخرجت الرصاصة بالقرب من عموده الفقري، تاركًتا جرح بحجم حبة البازلاء.  بحلول 20 أغسطس، كان في حالة جيدة بما فيه الكفاية للسفر، لذلك تم إرساله إلى المستشفى في المجر وعاد في النهاية إلى ألمانيا، حيث شفى في مستشفى في ميسين. في شهر أكتوبر، تلقى ترقية إلى Leutnant der Reserve، وتم التوصية به، لكنه لم يتلق، الصليب الحديدي من الدرجة الأولى. بناءً على طلب والده نُقل هيس إلى مستشفى أقرب إلى المنزل، ووصل إلى ألكساندرباد في 25 أكتوبر. 
بينما كان لا يزال في فترة النقاهة، طلب هيس السماح له بالتسجيل للتدريب كطيار، لذلك بعد عطلة عيد الميلاد مع عائلته، أبلغ ميونيخ. تلقى تدريبًا أساسيًا على الطيران في أوبرشلآيسهآيم وLechfeld Air Base في مارس إلى يونيو 1918 وتدريب متقدم في فالنسيان في فرنسا في أكتوبر. في 14 أكتوبر عُيَّن في Jagdstaffel 35b، وهو سرب مقاتل بافاري مجهز بطائرات من طراز Fokker D.VII. لم ير أي نشاط مع Jagdstaffel 35b، حيث انتهت الحرب في 11 نوفمبر 1918، قبل أن تتاح له الفرصة للمشاركة. 

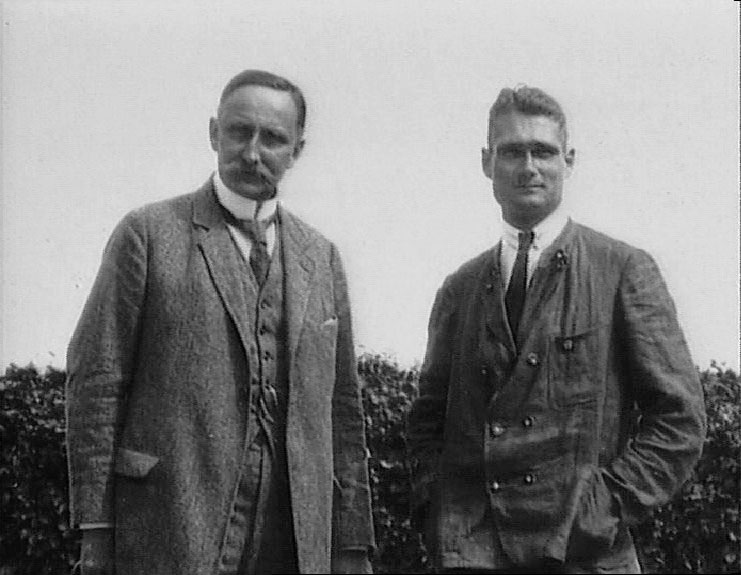
هيس (يمين) مع أستاذ الجغرافيا السياسية، كارل هاوشوفر، ج. 1920

تم طرد هيس من القوات المسلحة في ديسمبر عام 1918. وكانت ثروات العائلة قد شهدت انكماشًا خطيرًا، حيث تم مصادرة مصالحهم التجارية في مصر من قبل البريطانيين.  انضم هيس إلى جمعية Thule، وهي مجموعة فولكيش يمينية معادية للسامية، وفرايكوربس تحت قيادة العقيد فرانز ريتر فون إب،  وهي واحدة من العديد من المنظمات التطوعية شبه العسكرية النشطة في ألمانيا في ذلك الوقت.  شهدت بافاريا نزاعات متكررة ودامية في كثير من الأحيان بين الجماعات اليمينية مثل فرايكوربس والقوات اليسارية أثناء قتالهم من أجل السيطرة على الدولة خلال هذه الفترة.  كان هيس مشاركًا في معارك الشوارع في أوائل عام 1919 وقاد مجموعة قامت بتوزيع آلاف المنشورات المعادية للسامية في ميونيخ.   وقال في وقت لاحق أن مصر جعلت منه قوميا، وجعلته الحرب اشتراكية، وجعلته ميونيخ معاديا للسامية. 
التحق في عام 1919 بجامعة ميونخ ودرس العلوم السياسية والاقتصاد والتاريخ. تأثر بأفكار أستاذه كارل هاوشوفر وهو جنرال سابق في الجيش الألماني مؤيدًا لمفهوم ليبنسراوم («مكان المعيشة»)، الذي استشهد بهوشوفر لتبرير الاقتراح بأن ألمانيا يجب أن تحتل بقوة أراضي إضافية في أوروبا الشرقية.   قدم هيس هذا المفهوم لاحقًا إلى أدولف هتلر، وأصبح أحد أعمدة أيديولوجية الحزب النازي.   أصبح هيس صديقًا لهوشوفر وابنه ألبريشت، المنظر الاجتماعي والمحاضر. 
ايلس برول، زميلته في الجامعة سابقا، التقى هيس في أبريل عام 1920 عندما استأجروا غرفًة عن طريق الصدفة في نفس المنزل. تزوجا في 20 ديسمبر 1927، ولد طفلهما الوحيد، وولف روديجر هيس، بعد عشر سنوات، في 18 نوفمبر 1937.   كان اسمه، على الأقل جزئيًا، لتكريم هتلر، الذي كان يستخدم غالبًا «الذئب» كاسم رمز.  هيس الملقب الصبي «بوز». 

## العلاقة مع هتلر

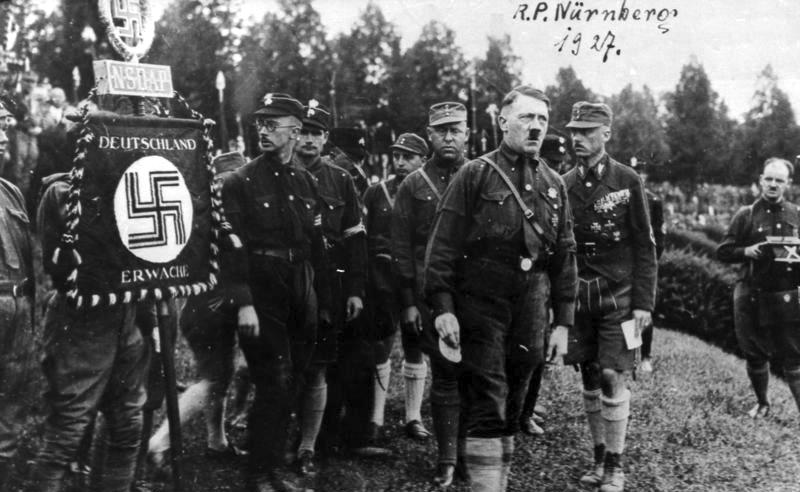
كان رودولف هيس (إلى يسار أدولف هتلر) مؤيدًا مبكرًا للحزب النازي.

بعد سماع خطبة هتلر في عام 1922 أصبح مخلصاً تماما لخدمته. شارك مع هتلر في محاولة الانقلاب الفاشله ضد ولاية بافاريا وعند فشل محاولة الانقلاب هرب وبعد الحكم على هتلر وشركائه بالسجن لمده عام عاد وسلم نفسه وسُجن مع هتلر. كان لديهم اعتقاد مشترك أسطورة الطعنة في الظهر، وهي فكرة أن خسارة ألمانيا في الحرب العالمية الأولى كانت بسبب مؤامرة من اليهود والبلاشفة بدلاً من هزيمتها عسكريا.   انضم هيس إلى الحزب النازي في 1 يوليو كعضو رقم 16.  مع استمرار الحزب في النمو، عقد اجتماعات حاشدة واجتماعات في قاعات البيرة في ميونيخ، ركز انتباهه على أنشطة جمع الأموال والتنظيم. في 4 نوفمبر 1921، أصيب أثناء حمايته لهتلر عندما انفجرت قنبلة زرعت من قبل مجموعة ماركسية في Hofbräuhaus خلال حفل. انضم هيس إلى كتيبة العاصفة بحلول عام 1922. 
```
وفي الوقت نفسه، استمرت المشاكل الاقتصادية. تسبب 
التضخم المفرط
 في جعل العديد من الثروات الشخصية بلا قيمة. عندما فشلت الحكومة الألمانية في دفع مدفوعات التعويضات وسار الجنود الفرنسيون لاحتلال المناطق الصناعية على طول نهر 
الرور
 في يناير 1923، كانت الاضطرابات المدنية الواسعة النطاق كنتيجة تبعا لذلك. 
[
18
]
 قرر هتلر أن الوقت قد حان لمحاولة السيطرة على الحكومة من خلال 
انقلاب
 على غرار 
الزحف على روما
 الذي نفذه 
بينيتو موسوليني
 في 1922. 
[
18
]
 كان هيس مع هتلر في ليلة 8 نوفمبر 1923 عندما اقتحم هو وسا اجتماعًا عامًا نظمه حاكم ولاية بافاريا الفعلي، 
ستاتسكوميسار
 (مفوض الدولة) 
غوستاف ريتر فون كار
، في قاعة 
بيرغربروكيلر
 الكبيرة في ميونيخ. قام هتلر، الذي كان يلوح بالمسدس، بمقاطعة خطاب كهر وأعلن أن الثورة الوطنية قد بدأت، معلنًا تشكيل حكومة جديدة مع الجنرال 
إريك لودندورف
 في الحرب العالمية الأولى. 
[
18
]
 في اليوم التالي، حاول هتلر وعدة آلاف من المؤيدين السير إلى وزارة الحرب في وسط المدينة. اندلع إطلاق نار بين النازيين والشرطة؛ قتل ستة عشر من المسيرة وأربعة ضباط شرطة. تم اعتقال هتلر في 11 نوفمبر. 
[
18
]
 
[
24
]
```

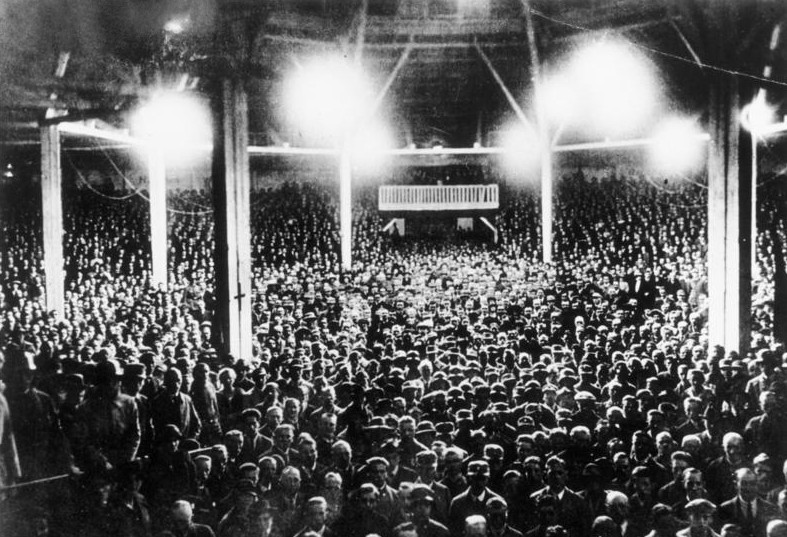
هتلر يتحدث في تجمع حاشد في ميونيخ، 1925

احتجز هيس وبعض رجال كتيبة العاصفة عددًا من الشخصيات البارزة كرهائن ليلة الثامن، ونقلوهم إلى منزل على 50 كيلومتر (31 ميل) حوالي 50 كيلومتر (31 ميل) من ميونيخ. عندما غادر هيس لفترة قصيرة لإجراء مكالمة هاتفية في اليوم التالي، أقنع الرهائن السائق بمساعدتهم على الهروب. ودعا هيس، الذين تقطعت بهم السبل، إليس بروهل، الذي أحضر معه دراجة حتى يتمكن من العودة إلى ميونيخ. ذهب للبقاء مع Haushofers ثم هرب إلى النمسا، لكنهم أقنعوه بالعودة. تم اعتقاله وحكم عليه بالسجن لمدة 18 شهرًا لدوره في محاولة الانقلاب، والتي أصبحت تعرف فيما باسم انقلاب بير هول. تم الحكم على هتلر بالسجن لمدة خمس سنوات، وتم حظر كل من الحزب النازي وكتيبة العاصفة.  
تم حبس الرجلين في سجن لاندسبيرج، حيث بدأ هتلر العمل على مذكراته، مين كامبف («كفاحي»)، والتي كان يمليها على زملائه السجناء هيس وإميل موريس. تم تحريره من قِبل Max Amann وهيس وآخرون، وتم نشر العمل في جزأين في عامي 1925 و1926. تم إصداره لاحقًا في مجلد واحد، والذي أصبح أكثر الكتب مبيعًا بعد عام 1930.   أصبحت رسالتها المعادية للسامية العنيفة هي الأساس للنظام السياسي للحزب النازي. 
تم إطلاق سراح هتلر في 20 ديسمبر 1924 والإفراج عن هيس بعد عشرة أيام.  رُفِع الحظر عن الحزب النازي وكتيبة العاصفة في فبراير 1925، ونما الحزب ليصل إلى 100000 عضو في عام 1928 و150،000 في عام 1929.  حصلوا على 2.6 في المائة فقط من الأصوات في انتخابات 1928، ولكن زاد الدعم بشكل مطرد حتى الاستيلاء على السلطة في عام 1933. 
في عام 1924، وبعد تواجده سبعة أشهر ونصف في سجن لاندزبرغ مع هتلر الذي أمضى 264 يوما بالسجن، أصبح سكرتير هتلر الخاص وهو الذي حرر كتاب هتلر «كفاحي» وأخيراً أصبح نائبا لهتلر في الحزب النازي وثالث قائد لألمانيا بعد هتلر وهيرمان غورينغ.
قام هتلر بتعيين هيس سكرتيره الخاص في أبريل 1925 براتب 500 رايخ مارك شهريًا، وعينه مساعدًا شخصيًا في 20 يوليو 1929.   رافق هيس هتلر في خطاباته في جميع أنحاء البلاد وأصبح صديقه المقرب.  كان هيس أحد الأشخاص القلائل الذين قابلوا هتلر في أي وقت دون موعد.  في ديسمبر 1932، تم تعيين هيس كمفوض سياسي للحزب. 
```
احتفظ هيس 
برغبته
 في الطيران بعد نهاية مسيرته العسكرية، حصل هيس على رخصة طيار خاص في 4 أبريل 1929. كان مدربه هو 
ثيودور كرونيس
. 
[
15
]
```

## نائب الفوهرر

معيار السيارة لهيس بينما كان يشغل منصب نائب الفوهرر

## الرحلة لبريطانيا
كان هيس منزعجاً من الحرب مع بريطانيا وكان يتمنى أن يحرز نصراً ديبلوماسياً ساحقاً بتحقيق معاهدة سلام مع بريطانيا لتتفرغ ألمانيا لقتال الاتحاد السوفييتي. طار هس في مايو 1941 إلى بريطانيا لمقابلة دوق براندون وهاميلتون. في العاشر من مايو قفز هس بالمظلة من طائرة تابعة لسلاح الجو الألماني فوق بريطانيا وهبط بسلام (مع أنه كسر كاحله). تم اعتقاله من قبل البريطانيين بسرعة، رغم أن كيفية حدوث ذلك يظل غامضا إلى الآن إلا أن السلطات البريطانية ربما ما زالت تحتفظ بوثائق تبين حقيقة ما حدث.

متفاجئا بما حدث، أمر هتلر باعتقال كل موظفي هس ونشر أن نائبه قد أصابه الجنون وأنه قد تصرف من نفسه وعندما وصل الخبر لهس قال أن هذه قصه معدة مسبقاً كتغطية دبلوماسية للحدث، وذلك بسبب طرح مشروع السلام على بريطانيا بعد سفر هيس بأسبوعين أو ثلاثة ولكن يبدو أن هتلر لم يرد أن يعترف بذلك لكي يحاول مرة أخرى في طرح السلام حيث إن هتلر كان يتطلع للشرق وخيراته أكثر وكان يطمح بالسيطرة على الاتحاد السوفياتي وهذا ما ظهر بعدم اعدامه للقوات البريطانية ويعزي علماء آخرون ذلك لأن 80% من الزيوت كانت تستوردها ألمانيا من الخارج وبريطانيا بالأخص.
```
تشير رسالة هس إلى زوجته بتاريخ 4 نوفمبر 1940 إلى أنه على الرغم من عدم تلقي رد من هاملتون، فإنه يعتزم المضي قدمًا في خطته. بدأ التدريب على 
ماسرشميت بي إف 110
، ذات المقعدين، في أكتوبر 1940 تحت إشراف المدرب 
Wilhelm Stör
، قائد الاختبار التجريبي في ماسرشميت. استمر في التدريب، بما في ذلك تسجيل العديد من الرحلات الجوية عبر البلاد. سأل عن بوصلة راديو، تعديلات على نظام توصيل الأكسجين، وخزانات وقود طويلة المدى كبيرة ليتم تثبيتها على هذه الطائرة، وتمت الموافقة على هذه الطلبات بحلول مارس 1941. 
[
15
]
```

### الرحلة إلى اسكتلندا
بعد التاكد من حالة الطقس في ألمانيا وبحر الشمال، أقلع هيس في الساعة 17:45 يوم 10 مايو 1941 من مطار أوغسبورغ-هونستيتن في طائرته المعدة خصيصًا.  أرتدى بدلة جلدية برتبة نقيب طيار، وجمع معه مجموعة من النقود ومستلزمات النظافة، وشعلة، وكاميرا، وخرائط ورسوم بيانية، ومجموعة من 28 دواءًا مختلفًا، بالإضافة إلى أقراص جلوكوز للمساعدة في حمايته من التعب ومجموعة متنوعة من العلاجات.   
في البداية وضع مسارًا نحو بون، استخدم هيس المعالم على الأرض لتوجيه نفسه وإجراء تصحيحات بسيطة على المسار. عندما وصل إلى الساحل بالقرب من الجزر الفريزية، التفت وطار في اتجاه الشرق لمدة عشرين دقيقة للبقاء خارج نطاق الرادار البريطاني. ثم أخذ 335 درجة لرحلة عبر بحر الشمال، مبدئيًا على ارتفاع منخفض، لكنه سافر لمعظم الرحلة على 5,000 قدم (1,500 م). في الساعة 20:58 غيَّر وجهته إلى 245 درجة، وكان يعتزم الاقتراب من ساحل شمال شرق إنجلترا بالقرب من مدينة بامبورغ، نورثمبرلاند. نظرًا لأنه لم يكن غروب الشمس بعد أن اقترب من الساحل في البداية، تراجع هيس، متعرجًا ذهابًا وإيابًا لمدة 40 دقيقة حتى حل الظلام. في هذا الوقت تقريبًا، استنفدت خزانات الوقود الإضافية، فاسقطها في البحر. في الساعة 22:08، اكتشفته محطة British السلسلة الرئيسية البريطانية في Ottercops Moss بالقرب من نيوكاسل أبون تاين وجوده ومررته على طول هذه المعلومات إلى Filter Room في Bentley Priory. سرعان ما تم اكتشافه من قبل العديد من المحطات الأخرى، وتم تصنيف الطائرة باسم "Raid 42". 

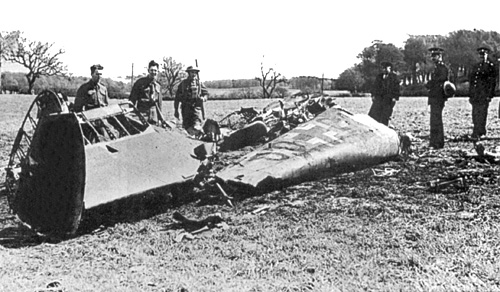
حطام ماسرشميت بي إف 110 التي كان يقودها هيس

## محاكمته وسجنه
```
تم اعتقال هس بواسطة السلطات البريطانية وبعد الحرب تمت محاكمته في 
محاكمات نورنبيرغ
 والحكم عليه بالسجن مدى الحياة وقد خفف عنه حكم الإعدام إلى هذا الحكم لأنه اعتبر غير متوازن المدارك العقلية، وكانت كلماته الوحيدة أثناء المحاكمة 
أنا لست نادماً
.
```

## الموت وما بعده

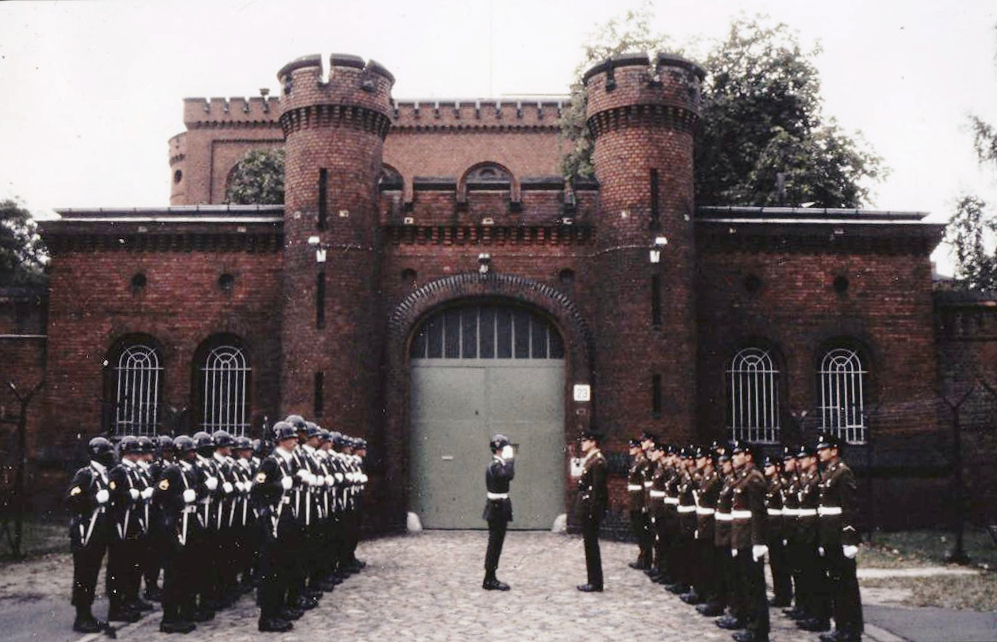
احدى مراسم تسليم وتسلّم سجن هيس بين دولتين من الدول الأربع التي تناوبت الإشراف على سجنه مدى الحياة.

في 17 أغسطس 1987 وجد هيس مشنوقاً بسلك كهربائي في سجنه في برلين الغربية وتم اعتبار الحادث انتحارا مع العلم أنه حاول الانتحار مرتين قبل ذلك في سنة 1941 بإلقاء نفسه من الشرفة وفي عام 1977 بقطع شرايين رسغيه بسكين طعام.
بسبب اهتمام هيس بعلم الفلك وقراءة الطالع استعانت المخابرات البريطانية باثنين من علماء الفلك السويسريين وتم تجنيدهم لتقديم النصائح وقراءة الطالع لهيس وقد كان ذلك تحت اشراف رجل المخابرات البريطانى ايان فليمنج وقد كانت هذه العملية هي السبب الذي جعل هيس يسافر إلى لندن لدعوتهم للسلام ولكن حدث ما حدث وألقي القبض عليه.

## روابط خارجية
- رودلف هس على موقع IMDb (الإنجليزية)
- رودلف هس على موقع الموسوعة البريطانية (الإنجليزية)
- رودلف هس على موقع مونزينجر (الألمانية)
- رودلف هس على موقع قاعدة بيانات الأفلام السويدية (السويدية)
- رودلف هس على موقع إن إن دي بي (الإنجليزية)
- رودلف هس على موقع ديسكوغز (الإنجليزية)
- رودلف هس على موقع قاعدة بيانات الفيلم (الإنجليزية)